# 1994 UF2
1994 UF2 är en asteroid i huvudbältet som upptäcktes den 31 oktober 1994 av de båda japanska astronomerna Seiji Ueda och Hiroshi Kaneda i Kushiro.
Asteroiden har en diameter på ungefär 4 kilometer.